# Pamfił Jurkiewicz
Pamfił Daniłowicz Jurkiewicz (ukr. Памфі́л Дани́лович Юрке́вич; ros. Памфи́л Дани́лович Юрке́вич; ur. 28 lutego 1826 w Połtawie, zm. 16 października 1874 w Moskwie) – ukraiński filozof i nauczyciel, przedstawiciel idealizmu.
Jurkiewicz był profesorem filozofii w Kijowskiej Akademii Duchownej w latach 1851–1861. Pełnił także funkcję wykładowcy języka niemieckiego i asystenta inspektora Akademii. W 1861 roku został przeniesiony z Kijowa do Moskwy, gdzie mianowano go profesorem filozofii na Uniwersytecie Moskiewskim, mimo że jego dotychczasowa kariera rozwijała się głównie na prawosławnych szkołach teologicznych (w szczególności w Seminarium Połtawskim i w Kijowskiej Akademii Duchownej). Jurkiewicz dał się poznać jako krytyk materializmu, w szczególności w jego nowoczesnej odsłonie. Był także mentorem Władimira Sołowjowa. W latach 1869–1873 sprawował urząd dziekana Wydziału Historii i Filozofii Uniwersytetu Moskiewskiego.